# Бусирис (син на Египт)
Бусирис (на старогръцки: Βούσιρις, Busiris) в гръцката митология е един от 50-те синове на Египт
Той е годеник на данаидата Автомат, дъщеря на цар Данай и на Европа. Както почти всичките му братя той е убит от годеницата му през брачната нощ.